# Ґіне (Вармінсько-Мазурське воєводство)
Ґіне (пол. Ginie, нім. Gingen) — село в Польщі, у гміні Каліново Елцького повіту Вармінсько-Мазурського воєводства.
Населення — 62 особи (2011).
У 1975-1998 роках село належало до Сувальського воєводства.

## Демографія
Демографічна структура станом на 31 березня 2011 року:
|          | Загалом | Допрацездатний вік | Працездатний вік | Постпрацездатний вік |
| -------- | ------- | ------------------ | ---------------- | -------------------- |
| Чоловіки | 30      | 6                  | 21               | 3                    |
| Жінки    | 32      | 9                  | 15               | 8                    |
| Разом    | 62      | 15                 | 36               | 11                   |